# 苏联人民艺术家

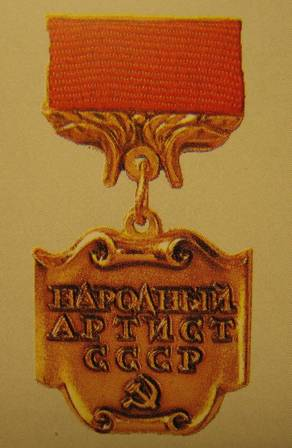
苏联人民艺术家的勋章

苏联人民艺术家（俄语：Наро́дный арти́ст СССР），又译苏联国家艺术家，是苏联时期授予表演艺术工作者的一个荣誉称号。1936年至1991年间，共有1007人被授予此称号。

## 概要
“苏联人民艺术家”的称号授予给对表演艺术有突出贡献者。接受此称号的对象包括作曲家、舞蹈家、歌手、电影导演、剧院指挥者以及全苏联的演员。此头衔由政府授予，获奖者拥有特权，并经常要接受苏联文化部的任务。因此对苏联共产党表达批评的艺术家和作者几乎不会得到此称号。
1936年设立，以取代更早以前的“共和国人民艺术家”。1936年9月6日，第一次授予“苏联人民艺术家”称号，获得者分别为康斯坦丁·斯坦尼斯拉夫斯基、弗拉基米尔·聂米罗维奇-丹钦科、伊万·莫斯克温、安东宁娜·涅日丹诺娃、鲍里斯·史楚金、库利亚什·拜谢伊托娃以及其他几位演员。最后被授予此称号在1991年12月21日，获奖者为索菲娅·皮利亚夫斯卡娅和演员奥列格·扬科夫斯基。
最初授予对象限定为表演演员、芭蕾舞者和歌剧歌手。此后渐渐增加电影演员（如柳博芙·奥尔洛娃）、作曲家（如阿尔诺·巴巴扎年、德米特里·肖斯塔科维奇）、小提琴家（如大卫·奥伊斯特拉赫）、流行歌手（如列昂尼德·乌乔索夫）、喜剧演员（如阿尔卡季·赖金），有时甚至授予纳塔利娅·杜罗娃和奥列格·波波夫这样的小丑。
通常获奖者年龄在40岁以上。但也有例外，芭蕾舞者娜杰日达·帕夫洛娃28岁时获得此称号，塔吉克民谣舞者玛莉卡·卡龙塔洛娃在34岁时获得此称号。

## 其他类似荣誉称号
各加盟共和国中，也设立有类似于苏联人民艺术家的荣誉称号。
| 加盟共和国                     | 称号                                     |
| ------------------------------ | ---------------------------------------- |
| 俄罗斯苏维埃联邦社会主义共和国 | народный артист РСФСР                    |
| 乌克兰苏维埃社会主义共和国     | народний артист Української РСР          |
| 白俄罗斯苏维埃社会主义共和国   | народны артыст Беларускай ССР            |
| 乌兹别克苏维埃社会主义共和国   | Ўзбекистон ССР халқ артисти              |
| 哈萨克苏维埃社会主义共和国     | Қазақ КСР-ң халық әртісі                 |
| 格鲁吉亚苏维埃社会主义共和国   | საქართველოს სსრ სახალხო არტისტი          |
| 阿塞拜疆苏维埃社会主义共和国   | Азәрбајҹан ССР халг артисти              |
| 立陶宛苏维埃社会主义共和国     | Lietuvos TSR liaudies artistas           |
| 摩尔达维亚苏维埃社会主义共和国 | артист ал попорулуй дин РСС Молдовеняскэ |
| 拉脱维亚苏维埃社会主义共和国   | Latvijas PSR tautas skatuves mākslinieks |
| 吉尔吉斯苏维埃社会主义共和国   | Кыргыз ССР эл артисти                    |
| 塔吉克苏维埃社会主义共和国     | Артисти халқии РСС Тоҷикистон            |
| 亚美尼亚苏维埃社会主义共和国   | Հայաստանի ՍՍՀ ժողովրդական արտիստ         |
| 土库曼苏维埃社会主义共和国     | Түркмен ССР-иң халк артисти              |
| 爱沙尼亚苏维埃社会主义共和国   | Eesti NSV rahvakunstnik                  |

## 相关荣誉称号
- 人民艺术家
- 功勋艺术家
- 苏联人民画家，授予视觉艺术工作者。
- 苏联人民建筑师（英语：People's Architect of the Soviet Union），授予建筑工作者。
- 苏联人民教师（英语：People's Teacher of the Soviet Union），授予教育工作者。
- 苏联人民医生（英语：People's Doctor of the Soviet Union），授予医学工作者。
- 俄罗斯人民艺术家
- 俄罗斯功勋艺术家
- 社会主义劳动英雄